# Natália Alexeivena da Rússia (1673–1716)
Natália Alexeievna da Rússia (Moscou, 22 de agosto de 1673 –  São Petersburgo, 18 de junho de 1716) foi uma czarevna e dramaturga russa. Ela era filha do czar Aleixo da Rússia e de sua segunda esposa, Natália Naryshkina.

## Família
Natália foi a filha mais velha czar Aleixo da Rússia e de sua segunda esposa, Natália Naryshkina.
Os seus avós paternos eram o czar Miguel I da Rússia e sua segunda esposa, Eudóxia Streshneva. Os seus avós maternos eram Cirilo Naryshkin e Ana Leontieva.
Seu único irmão foi Pedro, o Grande, czar da Rússia como sucessor do pai, além de ter tido uma irmã mais nova, Teodora, que morreu com cerca de 4 anos de idade.
Ela teve treze meio-irmãos mais velhos do primeiro casamento de Aleixo com Maria Miloslavskaya, entre eles: a regente Sofia, os czares Teodoro III e Ivã V, etc.

## Biografia
Natália compartilhou das dificuldades da mãe e irmão durante a regência da meia-irmã, a czarevna Sofia. Ela era muito próximo do irmão, Pedro. Natália compartilhava do desejo de Pedro de reformar a Rússia num país ocidental; diz-se que ela "amava tudo o que o irmão gostava", e apoiou as ideias dele desde a infância. Durante o seu reinado, Pedro acreditava que era importante informar a irmã sobre as suas conquistas e assuntos de assunto, e, sempre que ele obtinha uma vitória, ou ela a informava pessoalmente sobre isso, ou mandava o chanceler, Teodoro Alexeievich Golovin, ou o político, Alexandre Danilovitch Menchikov, fazê-lo.

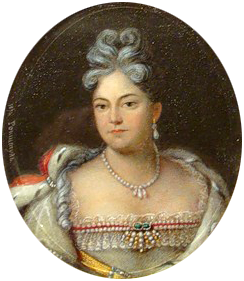
Retrato não contemporâneo de 1874 por Alois Gustav Rockstuhl.

Natália era jovem quando Pedro instituiu suas reformas ocidentais, e, em contraste com as suas meia-irmãs mais velhas, não foi difícil para ela se ajustar aos novos ideias. A sua posição social também foi elevada após Pedro ter se separado da primeira esposa, Eudóxia Lopukhina, em 1698, e, portanto, a czarevna tornou-se anfitriã da corte do irmão. Foi na corte dela que Pedro conheceu as suas futuras amantes, Anisya Kirillovna Tolstaya e Varvara Arsenyeva. 
Natália nunca se casou, e não há nada que indique que Pedro tenha alguma vez considerado casá-la com alguém, preferindo a sua companhia ao lado dele. Ela costumava acompanhar Pedro em suas viagens.
Em 1708, Natália se mudou para São Petersburgo, porém, ficava com frequência em Moscou, já que o seu próprio palácio ainda estava sendo construído, tendo sido apenas completado em 1713. Pedro lhe deu a propriedade de Gatchina, e construiu o primeiro palácio para a irmã lá. Natália também fundou o primeiro hospital em São Petersburgo em sua residência. A nobre apoiava projetos de caridade, o que era incomum no início do século XVIII.
De 1706 a 1707, a czarevna fundou o primeiro teatro em Moscou na sua casa, com atores provenientes da corte dela e de Praskovia Saltykova, esposa de Ivã V; o primeiro teatro público russo foi fundado mais tarde devido ao exemplo de Natália, em 1709. Em São Petersburgo, a partir de 1710, ela organizava apresentações teatrais para a corte e nobreza.

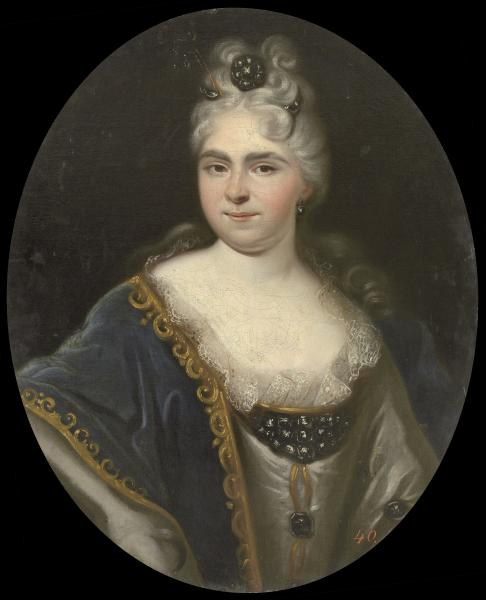
A czarevna pintada no século XVIII por autor desconhecido.

Ela escreveu várias peças, entre elas: "Комедия о святой Екатерине" (A Comédia de Santa Catarina), "Хрисанф и Дария" (Crisanto e Dario), "Цезарь Оттон" (César Otão) e "Святая Евдокия" (Santa Eudóxia). Também é possível que Natália tenha escrito um drama chamado "Griseldis."
Em seu trabalho como dramaturga, Natália ajudou nas reformas do irmão, pois suas peças comparavam, de forma negativa, as velhas tradições às reformas.
Natália esteve presente na conversão da segunda cunhada, Catarina I, à Igreja Ortodoxa Russa.
Em 1715, houve sinais de que o relacionamento entre os irmãos havia piorado, e ela visitou a sua antiga cunhada, Eudóxia, no exílio.
Natália faleceu aos 42 anos, em 18 de junho de 1716, devido à problemas no estômago, e foi enterrada no Cemitério Tikhvin dentro do Mosteiro de Alexandre Nevski, em São Petersburgo.